# Diphyscium chiapense
Diphyscium chiapense là một loài rêu trong họ Buxbaumiaceae. Loài này được D.H. Norris mô tả khoa học đầu tiên năm 1981.